# Johann Michael Rothauer
Johann Michael Rothauer (* 24. Februar 1793 in Gottschee; † um 1855 in Klagenfurt) war ein österreichischer Kaufmann und Politiker.

## Leben
Rothauer war der Sohn des Fürst Auersperg’schen Forstmeisters Johann Michael Rothauer († vor 1815) und dessen Ehefrau Maria geborene Mully. Er war römisch-katholischer Konfession und heiratete am 17. September 1815 Johanna Magistris (* 13. August 1796; † 7. Juni 1861). Aus der Ehe gingen sieben Töchter und ein Sohn hervor.
Rothauer lebte als Kaufmann und Realitätenbesitzer. Er war Haupt-Agent der Azienda Assicuratrice Triest für Kärnten und Steiermark und Besitzer einer Meierei in Kraindorf (Bezirk St. Veit).
In der Revolution von 1848/1849 im Kaisertum Österreich wurde er Kommandant-Stellvertreter der Nationalgarde in Klagenfurt. Er war der Vertreter der Stadt Klagenfurt im erweiterten ständischen Ausschuss im März 1848 und Mitglied der Delegation der Stadt Klagenfurt in Olmütz im Dezember 1848. 1848 wurde er in den Provisorischen Kärntner Landtag gewählt, dem er vom 17. Juli 1848 bis zu seinem Rücktritt am 8. August 1848 angehörte.